# SO-1급 초계정
SO-1급 초계정(Project 201 So-I Class)은 1995년 하바로프스크에 위치한 제레노돌스크 조선소와 케르치 조선소에서 최초로 진수된 초계정으로, 1958년 이후 후속함들은 배수량 200톤까지 증가하여, 67년까지 생산되었다.
1960년 초반 구 소련에서 도입되어, 북한이 아직도 운용하는 초계정이다. 당 시 6~8척이 도입되었고, 1968년부터 북한에서 직접 건조하여 단순 초계용으로 운용되는 초계정으로 알려져 있다.
1990년 중반까지는 19척으로 알려졌고, 최근 자료에서는 18척이 운용되고 있다.

## 제원
- 만재배수량 : 207t(215 MAX)
- 크기 : 42m(길이)x6.1m(선폭)x1.9m(흘수)
- 기관 :Type 37D 디젤엔진 3, 3축, 7,500 bhp
- 최대속도 : 28노트
- 항속거리 : 1,100해리 (13노트)
- 승조원 : 30~40명

## 무장(구 소련제)
- 14.5mm SM-21-ZIF 1기관포 1문
- 25mm 2M-3M 2연장 기관포 3문
- RBU-1200 400MM 어뢰 발사관

## 무장(북한제)
```
* 85mm ZIS-S-53 전차포
* 37mm M-1939 2연장 기관포
* 14.5mm 6연장 발칸포
```

### 보유 장비
- 레이다 : 수상 Pot Head (Model 351) I-band, 항해 Don 2 I-band
- 소나 : Tamir-1
- IFF : Ski Pole

## 같이 보기
- 조선민주주의인민공화국 해군의 함정 목록
- 제2연평해전